# Syrine Issaoui
Syrine Issaoui – (13 de febrero de 1992) es una deportista tunecina que compite en lucha libre. Ganó una medalla de bronce en los Juegos Panafricanos de 2015 y en Campeonato Africano de Lucha de 2015 y Campeonato Africano de Lucha de 2016.

## Palmarés internacional
| Juegos Panafricanos | Juegos Panafricanos               | Juegos Panafricanos | Juegos Panafricanos |
| Año                 | Lugar                             | Medalla             | Categoría           |
| ------------------- | --------------------------------- | ------------------- | ------------------- |
| 2015                | Brazzaville (República del Congo) | Medalla de bronce   | 63 kg               |
| Campeonato Africano |                                   |                     |                     |
| Año                 | Lugar                             | Medalla             | Categoría           |
| 2015                | Alejandría (Egipto)               | Medalla de bronce   | 60 kg               |
| 2016                | Alejandría (Egipto)               | Medalla de bronce   | 63 kg               |